# Kochanovce (district de Bardejov)
Kochanovce est un village de Slovaquie situé dans la région de Prešov.

## Histoire
Première mention écrite du village en 1384.

## Démographie

### Évolution de la population
| Année:               | 1994. | 2004.    | 2014.   | 2024.   |
| -------------------- | ----- | -------- | ------- | ------- |
| Nombre de personnes: | 233   | 259      | 252     | 261     |
| Différence:          |       | +11,15 % | -2,70 % | +3,57 % |

| Année:               | 2023. | 2024.   |
| -------------------- | ----- | ------- |
| Nombre de personnes: | 262   | 261     |
| Différence:          |       | -0,38 % |